# George Gee
George Gee (New York, 31 maart 1960) is een Chinees-Amerikaanse bigbandleider in de swing en jazz.
Gee was gefascineerd door de bigbandmuziek van de jaren dertig en veertig. Hij speelde basgitaar in de jazzband van zijn school en tijdens zijn studie aan de Carnegie Mellon University was hij diskjockey op het radiostation van de universiteit. In 1980 richtte hij een orkest van zo'n zeventien man op, Make-Believe Ballroom Orchestra geheten, waarmee hij in en rond Pittsburgh speelde. In 1989 keerde hij terug naar New York en richtte daar een nieuwe versie van het orkest op, met professionele muzikanten. Het orkest ging later George Gee Swing Orchestra heten. In 1998 formeerde hij een tienmans band, Jump, Jive and Wailers, vernoemd naar de Louis Prima-song "Jump, Jive an' Wail". Gee is populair bij lindyhoppers (waaronder de in 2009 overleden Savoy Ballroom-danser Frankie Manning).
George Gee heeft een eigen platenlabel, GJazz Records.

## Discografie (selectie)
- Swingin' Live, Swing 46 Records, 1998 (GJazz Records, 2005)
- Buddah  Boogie, Swing 46, 1999
- Swingin' Away, Zort Music, 2000
- Swingin' at Swing City Zurich, Zort Music, 2004
- If Dreams Come True, GJazz Records, 2007